# Маргарете Шите-Лихоцки
Маргарете Шите-Лихоцки (Маргаретен, 23. јануар 1897 – Беч, 18. јануар 2000) била је аустријска архитектица и комунистичка активисткиња у аустријском отпору нацизму. Данас је највише упамћена по томе што је дизајнирала оно што је познато као франкфуртска кухиња.

## Младост и образовање
Маргарете Лихоцки је рођена 23. јануара 1897. године у буржоаској породици у Маргаретену, који је од 1850. део Беча. Њен деда Густав Лихоцки је био градоначелник Черновица, из Буковине, а њена мајка Џули Боде била је рођака Вилхелма фон Бодеа. Њен отац је био либерално настројени државни службеник, Ервин Лихоцки, чији га је пацифизам натерао да дочека крај Хабзбуршког царства и оснивање Прве аустријске републике 1918. Лихоцки је постала прва студенткиња на "Кунст-геверб-шуле", данас Универзитету примењених уметности у Бечу, где су предавали реномирани уметници као што су Јозеф Хофман, Антон Ханак и Оскар Кокошка. Лихоцки је ушла на студије преко писма препоруке Густава Климта. Године 1997., прослављајући свој 100. рођендан и присећајући се своје одлуке да студира архитектуру, приметила је да „1916. нико не би могао да замисли да жена добије задатак да изгради кућу – чак ни ја“.
Лихоцки је студирала архитектуру код Оскара Стрнада, освајајући награде за своје дизајне и пре дипломирања. Стрнад је био један од пионира социјалне станоградње у Бечу. Инспирисана тим приступачним, али удобним начином социјалног становања за радничку класу, Лихоцки је схватила да је повезивање дизајна и функционалности нови тренд који ће бити тражен у будућности. Након дипломирања, између осталих пројеката, сарађивала је са Адолфом Лосом, планирајући насеља за инвалиде и ветеране Првог светског рата. Током овог периода такође је радила заједно са архитектом Јозефом Франком и филозофом Отом Нојратом. Њена сећања на ове и многе друге аустријске архитекте и интелектуалце сакупљена су у њеној књизи "Зашто сам постала архитекта".

## Франкфуртска кухиња
Године 1926. позвана је у Агенцију за високоградњу Градског већа Франкфурта на Мајни, од стране архитекте и урбаниста Ернста Маја, да ради на пројекту Новог Франкфурта. Меј је добио политичку моћ и финансијска средства да реши недостатак станова у Франкфурту. Лихоцки јерадила на пројектовању вртића, ђачких домова, школа и сличних друштвених зграда. Дизајнирала је павиљоне за вртиће на основу идеја Марије Монтесори. У Франкфурту је упознала колегу Вилхелма Шитеа за кога се удала следеће године.
Као део пројекта Нови Франкфурт, Лихоцки је 1926. године створила Франкфуртску кухињу, која је била прототип уградне кухиње која је сада преовлађујућа у западном свету. На основу научног истраживања америчког стручњака за менаџмент Фредерика Винслоу Тејлора и њеног властитог истраживања, Лихоцки је користила кухињу у вагонима за ручавање на железници као модел да дизајнира „лабораторију домаћице“ користећи минималан простор, који нуди максимум удобности и функционалности. Кухиња је имала само 1,9 са 3,4 метра и целом површином била је офарбана плаво-зеленом бојом јер су научници тврдили да баш та боја одбија муве. Кухиња је дизајнирана да буде велика тек толико да домаћица може да ради сама. Све површине су биле лаке за чишћења без спојница око којих би се хватала прљавштина. Постојала је и полица са металним кутијама за складиштење брашна, пиринча и шећера, дизајниране тако, да их домаћица лако дохвати без отварања врата креденца. Пошто у то време није било фрижидера, Лихоцки је осмислила доњи креденац за храну која се хладила од спољашње стране. Даска за пеглање је била окачена о зид са могућношћу спуштања ради коришћења. Корпа за отпатке је била смештена у властитом креденцу и могла је да се празни ван кухиње кроз отвор у ходнику.
Градско веће Франкфурта је на крају поставило 10.000 њених масовно произведених, монтажних кухиња у новоизграђене станове за радничку класу. На њен 100. рођендан, Шите-Лихоцки је прокоментарисала: „Изненадићете се да, пре него што сам осмислила франкфуртску кухињу 1926, никада нисам сама кувала. Код куће у Бечу мама је кувала, у Франкфурту сам ишла у локални ресторан. Дизајнирала сам кухињу као архитекта, а не као домаћица.“

## Предратне активности
Како се политичка ситуација у Вајмарској републици погоршавала и померала удесно, Шите-Лихоцки се придружила тиму од седамнаест архитеката названим „Мајева бригада“, коју је предводио архитекта Ернст Мај, укључујући њеног супруга Вилхелма и бечког ахитекту Ериха Маутнера. Године 1930. путовали су у Москву возом. Тамо је група добила задатак да помогне у реализацији првог Стаљиновог петогодишњег плана изградњом индустријског града Магнитогорска на јужним ободима планине Урала. Пре њиховог доласка, град се састојао од блатних колиба и барака. Требало је да за неколико година израсте на 200.000 становника, већином радника у индустрији челика. Иако је „Мајева бригада“ за три године била заслужна за изградњу 20 градова, због лоших политичких услова и половичних резултата Ернст Мај је напустио Русију 1933. по истеку уговора. Шите-Лихоцки је остала у Совјетском Савезу до 1937. године. Потом су се она и њен муж прво преселили у Лондон, а касније у Париз. Такође, 1933. године Шите-Лихоцки је представила неке од својих радова на светском сајму у Чикагу „Век прогреса“.
Године 1938. Шите-Лихоцки је, заједно са својим мужем, позвана у Истанбул, да предаје на Академији ликовних уметности, и да поново сарађује са прогнаним немачким архитектом Бруном Таутом. Нажалост, Таут је умро убрзо након њиховог доласка у Истанбул. Уочи Другог светског рата Истанбул је био рај за прогнане Европљане, па су се тако Шитеови срели са уметницима као што су музичари Бела Барток и Пол Хиндемит.

## Комунистички активизам и Други светски рат
У Истанбулу је Шите-Лихоцки срела колегу Аустријанца Херберта Ајхолцера, архитекту који је у то време био заузет организовањем комунистичког отпора нацистичком режиму. Године 1939. Шите-Лихоцки се придружила Комунистичкој партији Аустрије (КПО), а децембра 1940, својом вољом, заједно са Ајхолцером, отпутовала је назад у Беч да тајно контактира аустријски комунистички покрет отпора. Шите-Лихоцки је пристала да се састане са водећим чланом Отпора под надимком „Гербер“, Ервином Пушманом, и помогне у успостављању комуникационе линије са Истанбулом. Упознала је „Гербера“ у кафеу Викторија 22. јануара 1941, где их је Гестапо изненадио и ухапсио, само 25 дана након њеног доласка. Док су Ајхолцер и други борци отпора, који су такође били заробљени, оптужени за велеиздају, осуђени на смрт од стране Народног суда и погубљени 1943. године, Шите-Лихоцки је осуђена на 15 година затвора и одведена у затвор у Ајхах, у Баварској. Ослободиле су је америчке трупе 29. априла 1945. године.

## Послератни период
После рата отишла је да ради у Софији, у Бугарској, да би се на крају вратила у родни Беч 1947. Њени снажни комунистички политички ставови спречили су је да добије било какве веће јавне пројекте у послератној Аустрији, упркос чињеници да је мноштво зграда било уништено и да су морале да буду поново изграђене. Сходно томе, поред пројектовања приватних кућа, Шите-Лихоцки је радила као консултант у Кини, на Куби и у Источној Немачкој. Године 1951. растала се од свог мужа Вилхелма Шутеа.
Са великим закашњењем су њена достигнућа званично призната у Речублици Аустрији. Прво је добила признање за своје неархитектонске активности: 1977. године добила је медаљу за мировни рад, а 1978. године почасну значку за рад у Отпору. Добила је награду за архитектуру града Беча 1980. године  . Године 1985. објавила је своје мемоаре "Сећања из отпора". Одбила је да јој се 1988. ода почаст од стране аустријског савезног председника Курта Валдхајма на основу Валдхајмовог озлоглашеног ратног досијеа. На крају је добила ту награду 1992. Године 1995. била је у групи преживелих аустријских холокауста који су тужили Јерга Хајдера након дебате у аустријском парламенту о бомбашким нападима на Роме у којој је Хајдер нацистичке концентрационе логоре назвао „затворским логорима“.
У Аустријском музеју примењене уметности у Бечу је 1990. године изложена макета њене франкфуртске кухиње.
Маргарете Шите-Лихоцки умрла је у Бечу, 18. јануара 2000. године, у 102. години, пет дана пре свог 103. рођендана, од компликација након оболевања од грипа. Сахрањена је на Средишњем бечком гробљу.

## Почасти и награде
- Награда за архитектуру града Беча (1980)
- Аустријско одликовање за науку и уметност (1992) [12]
- Велико одликовање части у злату са звездом за заслуге у Републици Аустрији (1997) [12]